# Kirksaeter
Kirksaeter ist ein 1958 in Düsseldorf gegründeter Audiogerätehersteller, der auch in Oslo ansässig ist und nur noch Lautsprecher herstellt.
Das Unternehmen wurde 1958 von dem früheren Tandberg-Mitarbeiter Per Kirksaeter in Düsseldorf gegründet. Erster Meilenstein war in jenem Jahr der erste durchgängig transistorisierte Verstärker der Welt. Ebenfalls Ersthersteller war Kirksaeter bei Netzteilen mit symmetrischer Stromversorgung und automatischer Impedanzanpassung des Lautsprecherausgangs.
1961 wurde mit der Produktion von Lautsprechern, dem heutigen Standbein des Unternehmens, begonnen. Bekannte Baureihen sind die Serien Amadeus, Monitor, Professional und Tubaflex.